# Dakpadou
Dakpadou est une localité située au sud-ouest de la Côte d'Ivoire, et appartenant au département de Sassandra, dans la Région du Gbôklè (District du Bas-Sassandra, anciennement Région du Bas-Sassandra). La localité de Dapkadou est un chef-lieu de commune